# Corydalis solida
Corydalis solida là một loài thực vật có hoa trong họ Anh túc. Loài này được (L.) Clairv. mô tả khoa học đầu tiên năm 1811.

## Hình ảnh

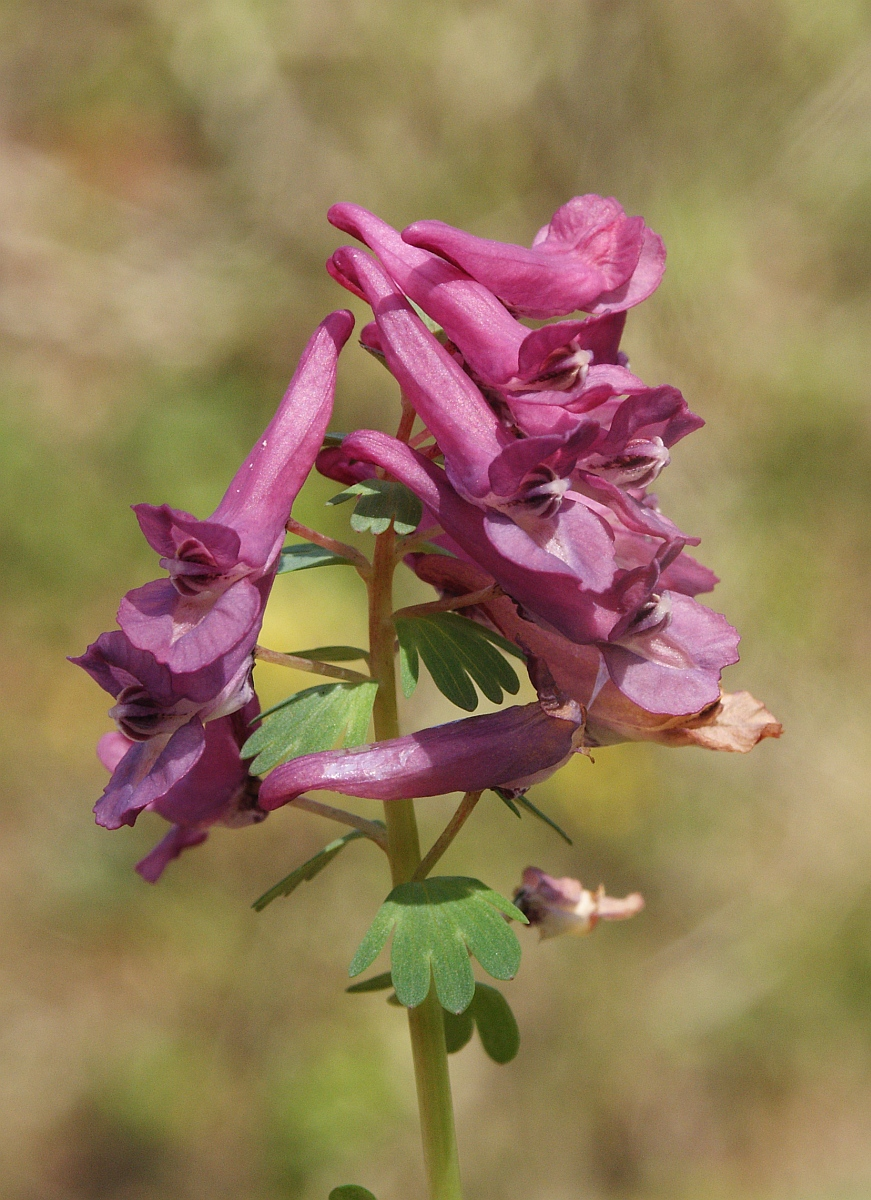
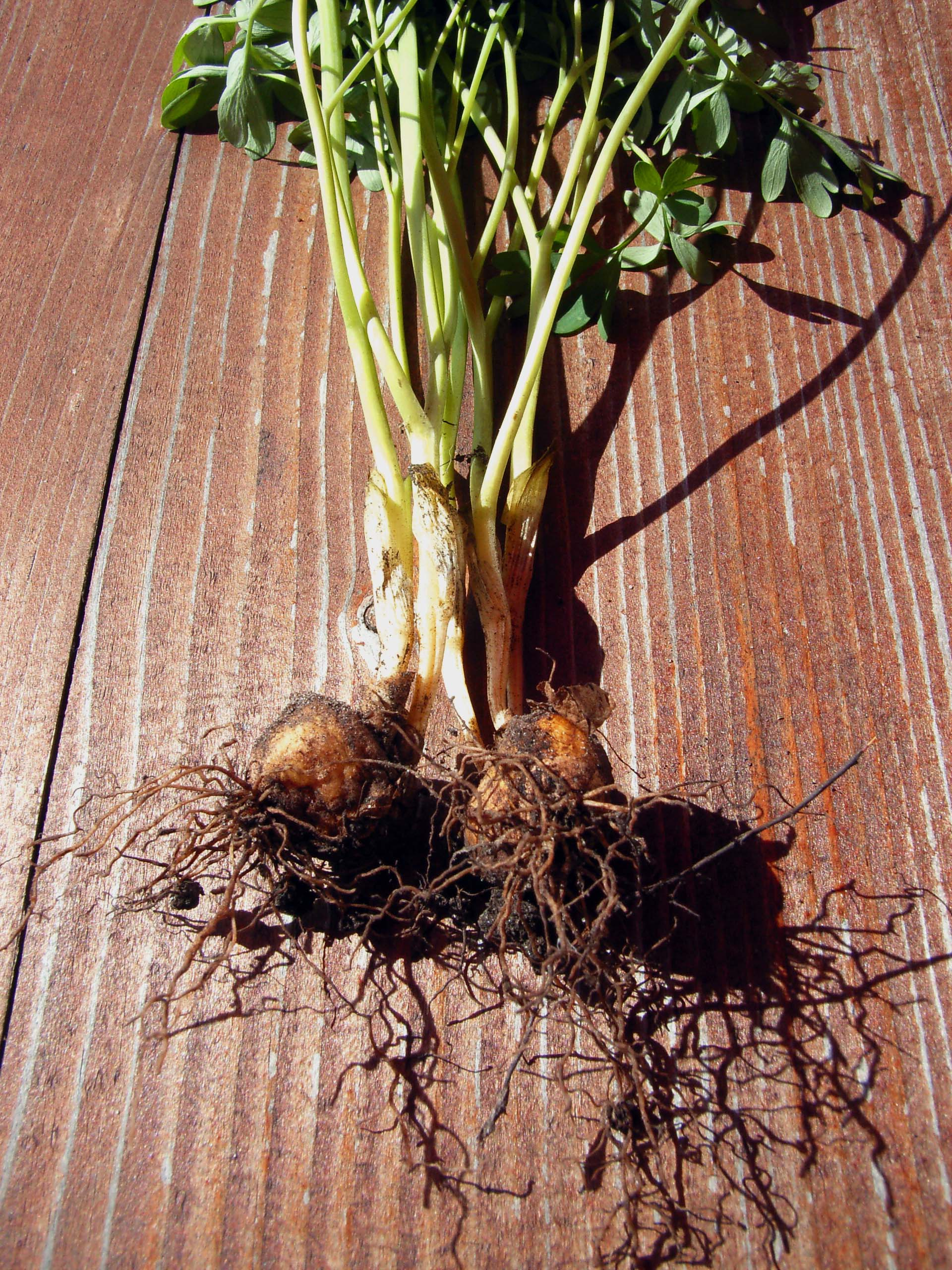
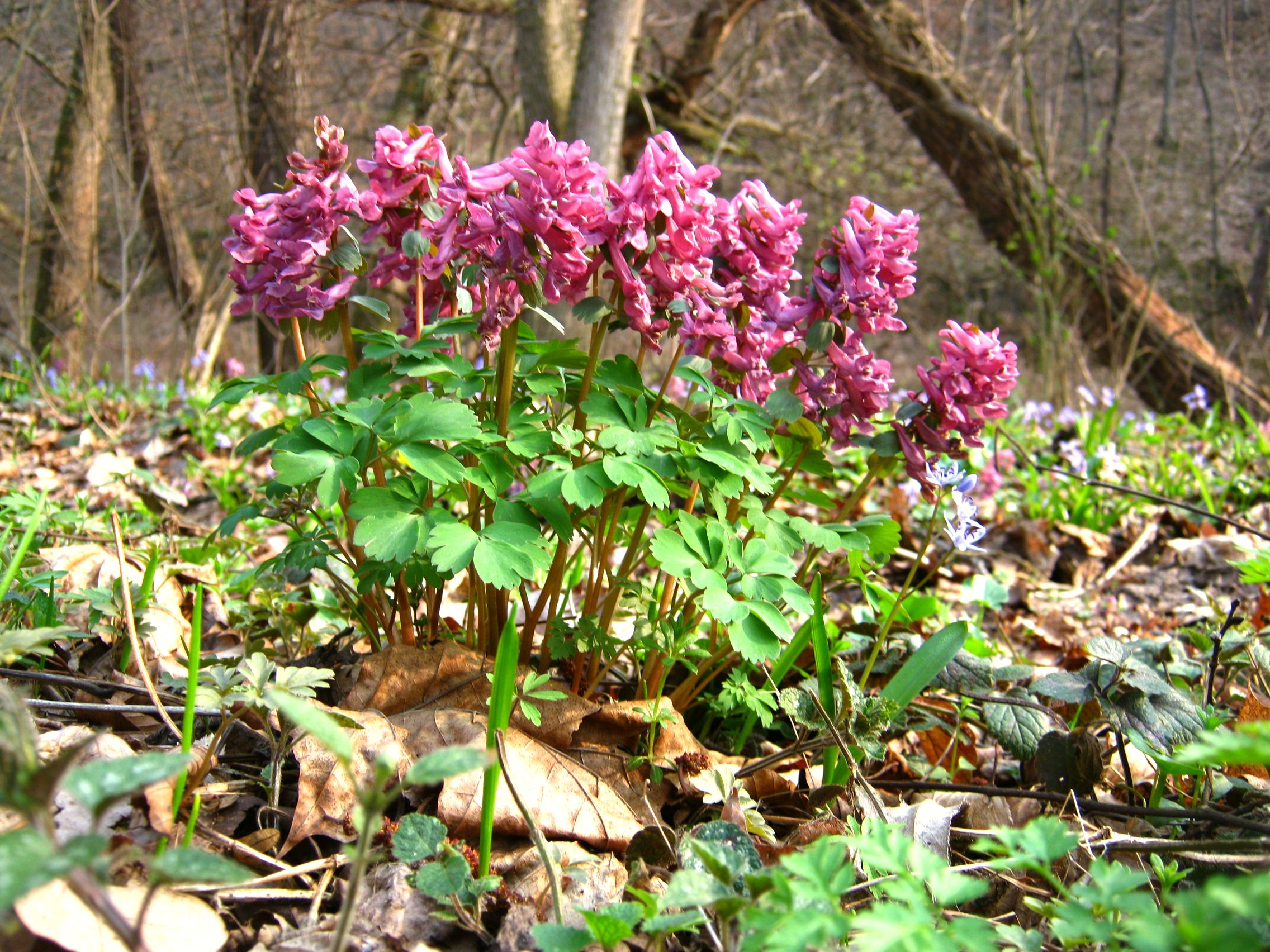
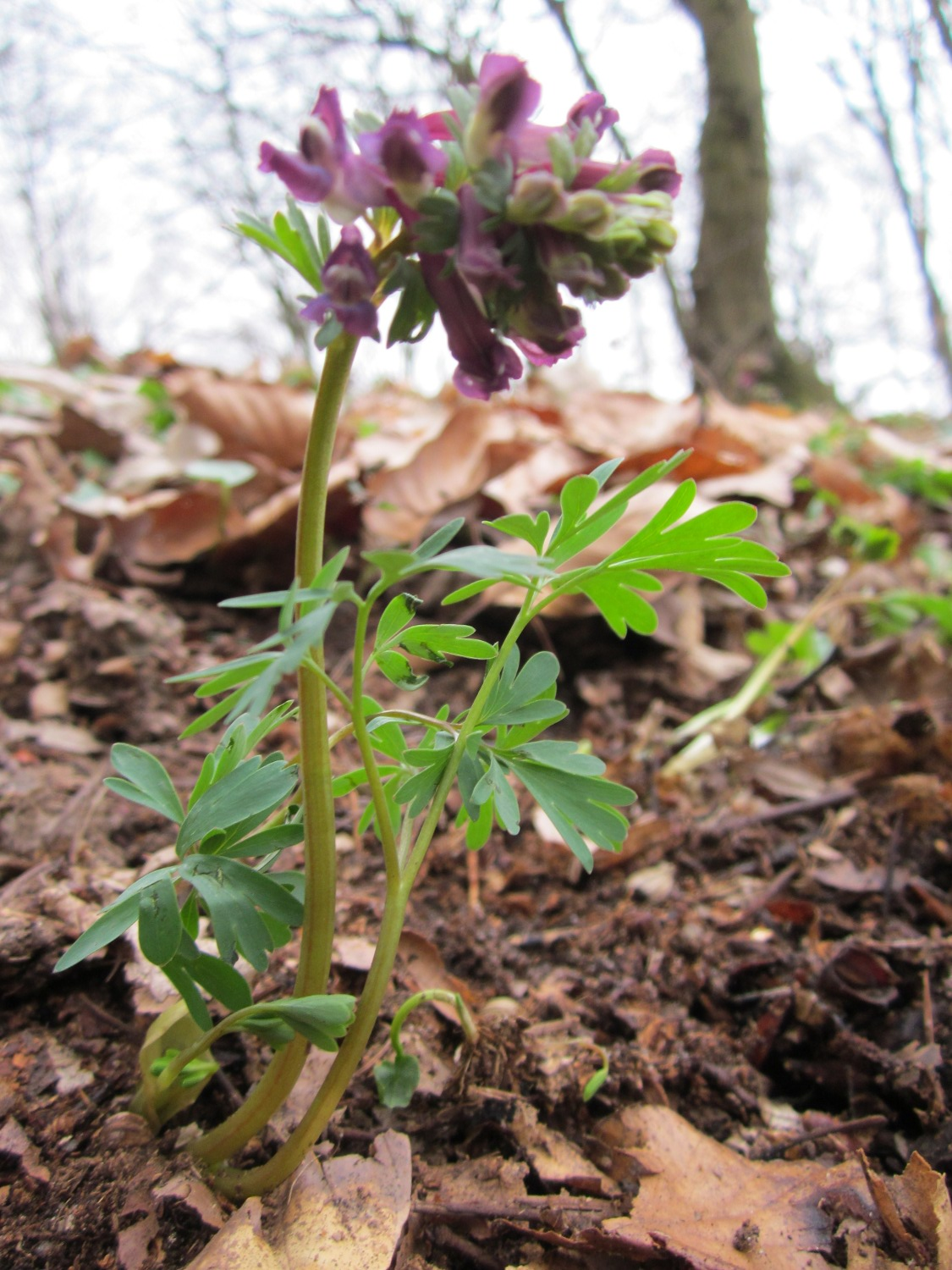